# 亚历山大·许勒尔
亚历山大·许勒尔（德語：Alexander Schüller，1997年5月13日—），德国男子雪车运动员。他曾代表德国参加2022年冬季奥林匹克运动会雪车比赛，联同弗朗切斯科·弗里德里希、坎迪·鲍尔和托尔斯滕·马尔吉斯获得四人金牌。